# DEADボックスタンパク質
DEADボックスタンパク質（英: DEAD box protein）は、一般的にはRNAが関係するさまざまな代謝過程に関与しているタンパク質であり、一部のケースでは他の核酸とも関係している。これらのタンパク質には高度に保存された9つのモチーフが存在している。DEADボックスタンパク質は大部分の原核生物や真核生物にみられるものの、全てにみられるわけではない。ヒトを含む多くの生物には、RNAの代謝に関与するDEADボックスヘリカーゼが存在している。

## DEADボックスファミリー
DEADボックスタンパク質が最初に注目されたのは、eIF4AのRNAヘリカーゼ配列と類似したNTP結合部位を有するグループを調査した1980年代後半の研究においてである。この研究では、RNA代謝に関与しているこれらのタンパク質（p68、SrmB、Mss116、Vasa、PL10、哺乳類eIF4A、酵母eIF4A）にいくつかの共通したエレメントが存在することが示された。9つの共通配列が研究対象種間で保存されていることが判明し、これらはDEADボックスファミリーの重要な基準となっている。
9つの保存されたモチーフは、N末端側から順にQ、I、Ia、Ib、II、III、IV、V、VIと命名されている。モチーフIIはWalker Bモチーフとしても知られており、「DEADボックス」の名称の由来となっているD-E-A-D（Asp-Glu-Ala-Asp）配列が含まれている。モチーフQ、I、II、VIはATPの結合と加水分解に必要であり、Ia、Ib、III、IV、Vは分子内転位とRNA結合に関与している可能性がある。

## 関連するファミリー
DEAHボックスファミリーやSKI2ファミリーにはDEADボックスファミリーと関連するタンパク質が存在する。これら2つの類縁ファミリーには、各ファミリー内で保存されている固有のモチーフがいくつか存在する。DEADボックス、DEAHボックス、SKI2ファミリーはまとめてDExD/Hボックスタンパク質と呼ばれる。

## 生物学的機能
DEADボックスタンパク質はRNAヘリカーゼとして機能すると考えられており、転写、pre-mRNAスプライシング、リボソーム生合成、核細胞質間輸送、翻訳、RNA分解といったRNA代謝やオルガネラでの遺伝子発現などの細胞過程に必要であることが明らかにされている。

### Pre-mRNAスプライシング

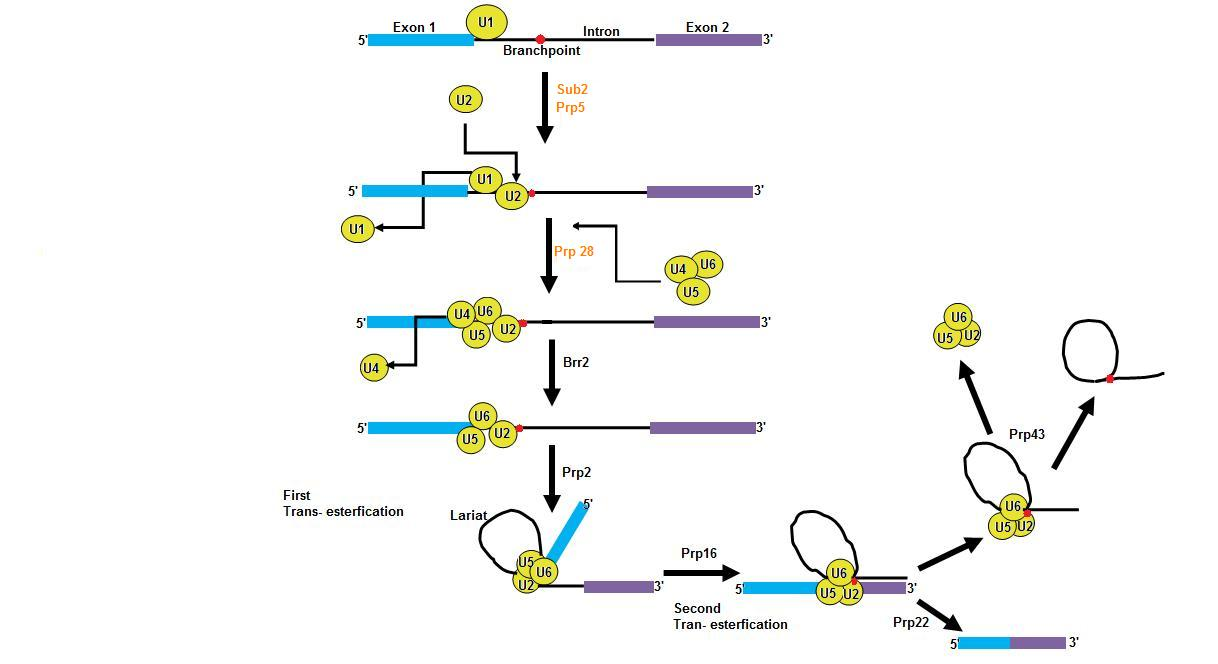
Pre-mRNAにおけるDEADボックスタンパク質の役割。DEADボックスタンパク質は橙色の文字で示されている。

Pre-mRNAスプライシングには5つの大きなリボヌクレオタンパク質複合体、すなわちU1、U2、U4、U5、U6と呼ばれるsnRNPを必要とする。DEADボックスタンパク質はエネルギー依存的にRNAの巻き戻しを行うヘリカーゼであり、これらのsnRNPの再編成を迅速かつ効率的に行うことを可能にしている。酵母の系では、Sub2、Prp28、Prp5という3つのDEADボックスタンパク質がin vivoでのスプライシングに必要であることが示されている。Prp5はU2 snRNAのコンフォメーション再編成を補助し、U2の分岐点認識配列が分岐点配列に結合可能な状態にする。Prp28は5'スプライス部位の認識に関与している可能性があるが、RNAヘリカーゼ活性を示すわけではないため、Prp28を活性化するために他の因子の存在が必要であることが示唆されている。また、pre-mRNAスプライシングにはDExD/Hボックスタンパク質必要な構成要素であることが明らかにされており、特にPrp2、Prp16、Prp22、Prp43、Brr2といったDEAHボックスタンパク質が重要である。DEADボックスタンパク質はスプライソソーム形成の初期段階に必要であるのに対し、DEAHボックスタンパク質はエステル交換反応、mRNAの放出、スプライソソーム複合体の再生に間接的に必要とされる。

### 翻訳開始
翻訳開始因子eIF4Aは、RNA依存性ATPアーゼ活性を有することが最初に発見されたDEADボックスタンパク質である。このタンパク質は豊富に存在し、mRNAの5' UTRの二次構造の巻き戻しを補助していることが提唱されている。巻き戻しが行われなかった場合、リボソーム小サブユニットのスキャニング過程は阻害される。Ded1は翻訳開始に必要とされる他のDEADタンパク質であるが、その正確な役割は不明である。VasaもDed1と関連性の高いショウジョウバエDEADボックスタンパク質であり、RNA構造の巻き戻しに関与していると考えられている。